# Kuraba Kondo
Kuraba Kondo (近藤 蔵波 Kondo Kuraba?), född 6 juli 2002 i Tokushima prefektur, är en japansk fotbollsspelare.
Kondo började sin karriär 2019 i Cerezo Osaka.